# Підривач боєприпасу

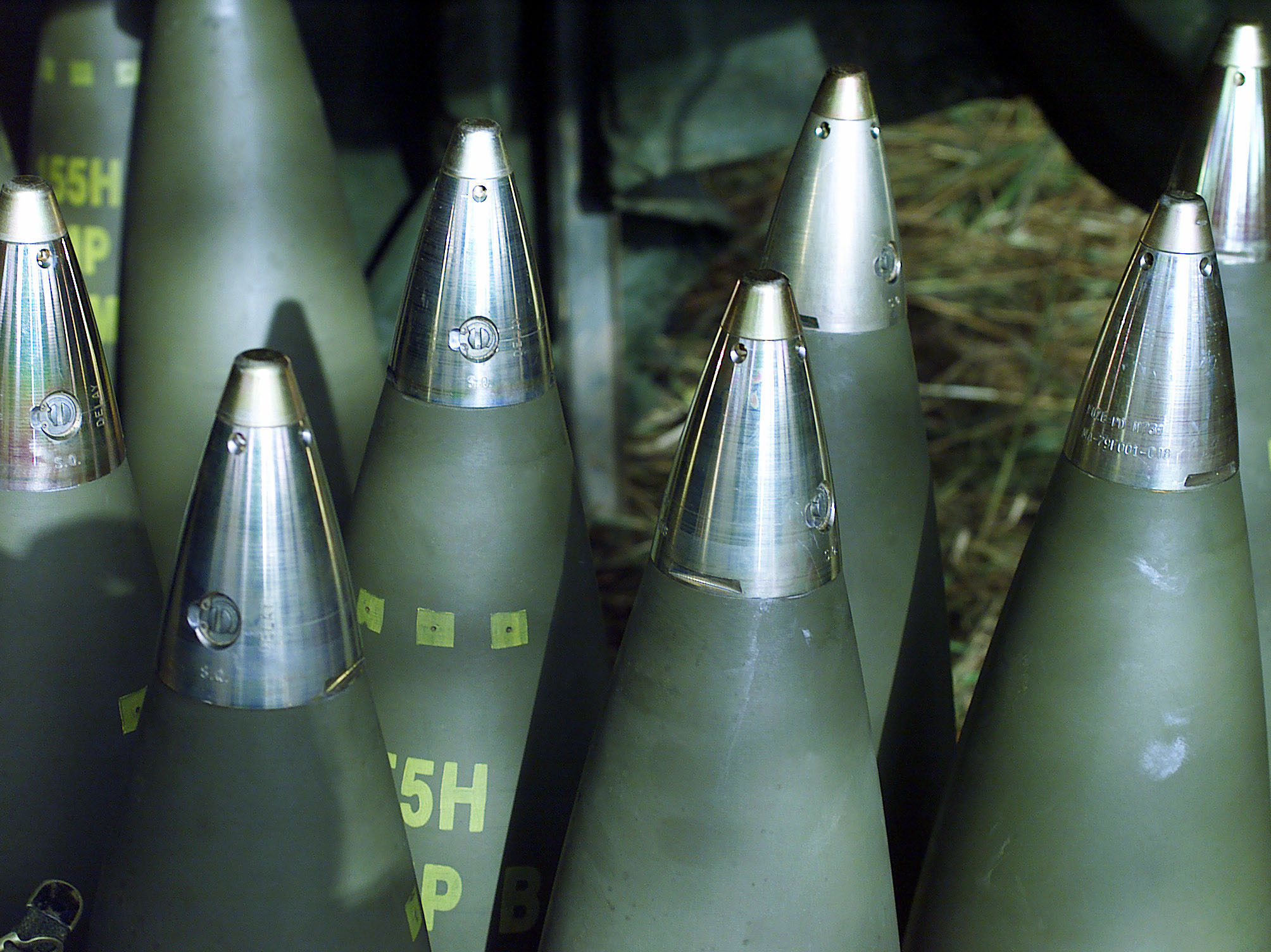
Підривачі, встановлені на снарядах

Підривни́к, підрива́ч[джерело?] — пристрій, призначений для підриву основного заряду боєприпасу: артилерійського снаряда, міни, авіабомби, бойової частини ракети, торпеди тощо. Приводить боєприпас у дію при ударі об перешкоду або у визначеній точці траєкторії.
За принципом спрацьовування підривники поділяються на контактні (ударні) й неконтактні.

## Історія
Перші підривачі з'явились у 16 столітті у формі порохових трубок для підриву гарматних бомб. У другій половині 19 століття поширились ударні та дистанційні підривачі для нарізних гармат.
Перший, найпростіший підривач, який розробив Альфред Нобель для забезпечення надійного вибуху винайденого ним динаміту, складається з капсуля й детонатора. Ініціюючим імпульсом у ньому був вогонь. Згодом у арміях різних країн поширились ударні підривачі, які домінують протягом останніх 100 років.[джерело?]

## Загальна будова

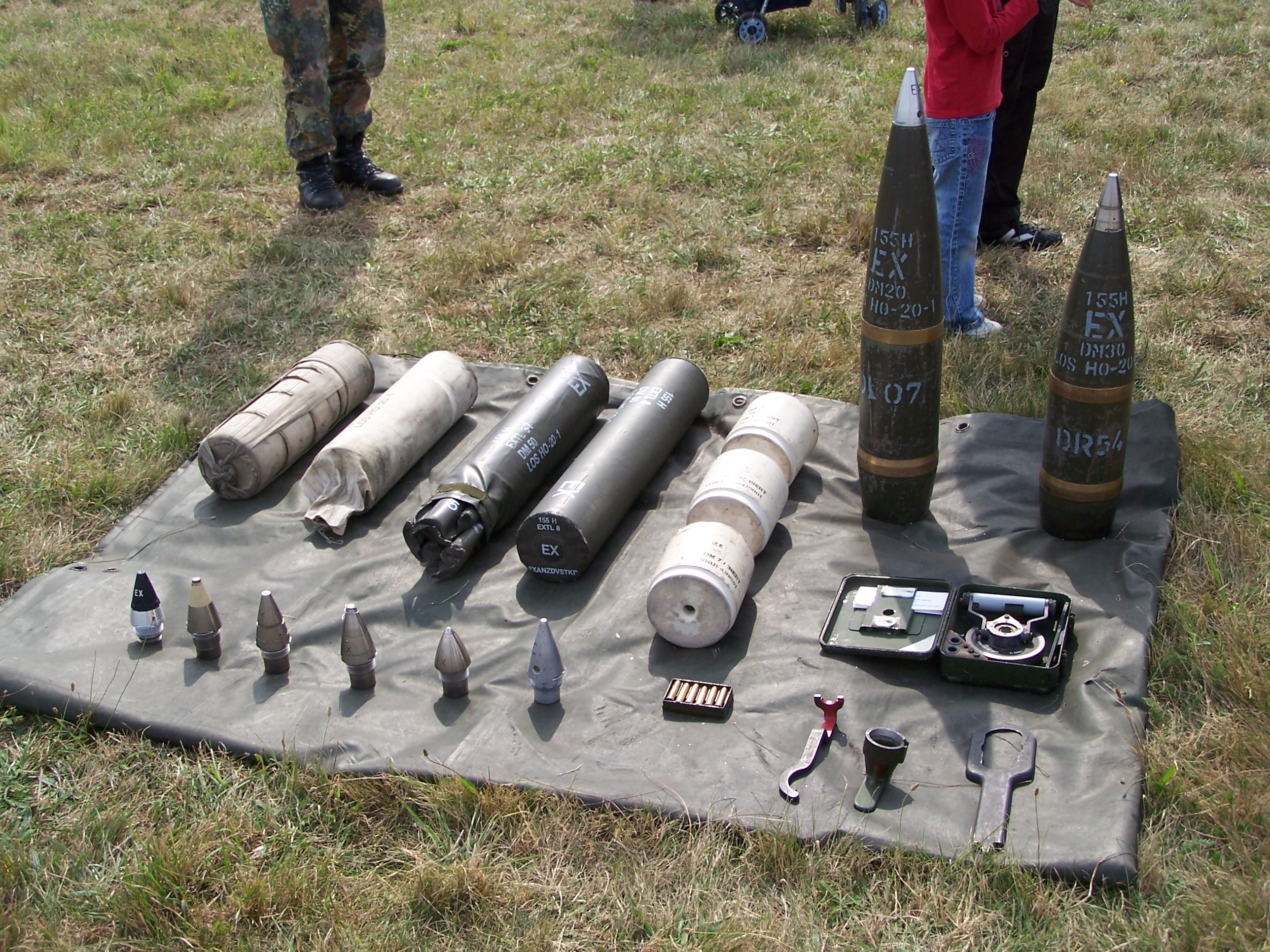
Підривачі

Підривач у сучасних снарядах необхідний з тієї причини, що основний вибуховий заряд часто складається з бризантної вибухової речовини (тротил, тетрил, гексоген, октоген, аматоли, амонали та безліч інших), що потребує сильного детонаційного або променевого імпульсу для вибуху.
Головним елементом підривача є детонаційне коло, що створює імпульс детонації, ініціюючи розривний заряд боєприпасу. Зазвичай ініціацію детонаційного кола здійснює вогневе (променеве) коло, створюючи вогневий (променевий) імпульс. Воно містить капсуль-підпалювач з чутливою речовиною (зазвичай гримуча ртуть), що спрацьовує від наколу ударника, та сповільнювач, що збільшує час передання вогневого імпульсу.
Будова детонаційного кола може різнитись, однак типово воно містить капсуль-детонатор містить ініціювальну речовину, зазвичай на основі азиду чи тринітрорезорцинату свинцю. Він отримує імпульс або безпосередньо, або від вогневого кола й віддає імпульс детонації до детонатора, подекуди за посередництвом передаточного заряду. Детонатор, як і передаточний заряд, типово містить бризантну речовину (тетрил, ТЕН, гексоген) і призначений для посилення імпульсу детонації для ініціації розривного заряду снаряду. Якщо вогневе коло відсутнє, детонаційне коло може збуджуватись безпосередньо від наколу капсуля-детонатора або імпульсу іскрового електродетонатора.
Ударник звільняється при ударі снаряда об перешкоду або при спрацюванні дистанційного/неконтактного механізму. Крім того, механізми детонаційного кола зазвичай мають низку запобіжних та ізоляційних пристроїв, що запобігають спрацюванню снаряда при початковому прискоренні або неправильному спрацюванні чи пошкодженні капсуля-підривача або капсуля-детонатора. Механізми далекого зведення призначені для переведення підривача в бойове положення лише після віддалення боєприпасу на безпечну відстань від артилерійської установки. Такі пристрої можуть бути піротехнічними або механічними.

## Різновиди за типом

### Контактні

Снаряд Pzgr 39 з донним підривачем (5)

Контактні підривачі спрацьовують при ударі снаряда об поверхню. При цьому ударний механізм звільняє ударник, який ініціює детонаційне коло. В ударних механізмах реакційної (миттєвої) дії ударник переміщується в напрямку, протилежному руху снаряда, наколюючи капсуль-підпалювач або капсуль-детонатор. Приклади: РГМ-2, ГКН. У підривниках з пневматичним ударним механізмом (наприклад, ГВМЗ-7) ударник може бути виконано у формі поршня, що стискає повітря, внаслідок чого його температура різко підвищується й відбувається ініціація капсуля-запалювача. П'єзоелектричні підривники (наприклад, ГПВ-2) використовують п'єзоелемент, що при стисканні створює електричний розряд. В ударних механізмах інерційної дії ударник або капсуль рухається для наколювання під дією інерції. Для спрацювання при малих кутах удару підривач може мати бокобійні пристрої.
Контактні підривачі також часто оснащуються самоліквідувальними пристроями, що ініціюють підрив через заданий час, якщо снаряд не вибухнув при ударі. Зазвичай це здійснює піротехнічна речовина, що повільно згоряє й після цього ініціює капсуль-детонатор.

### Дистанційні

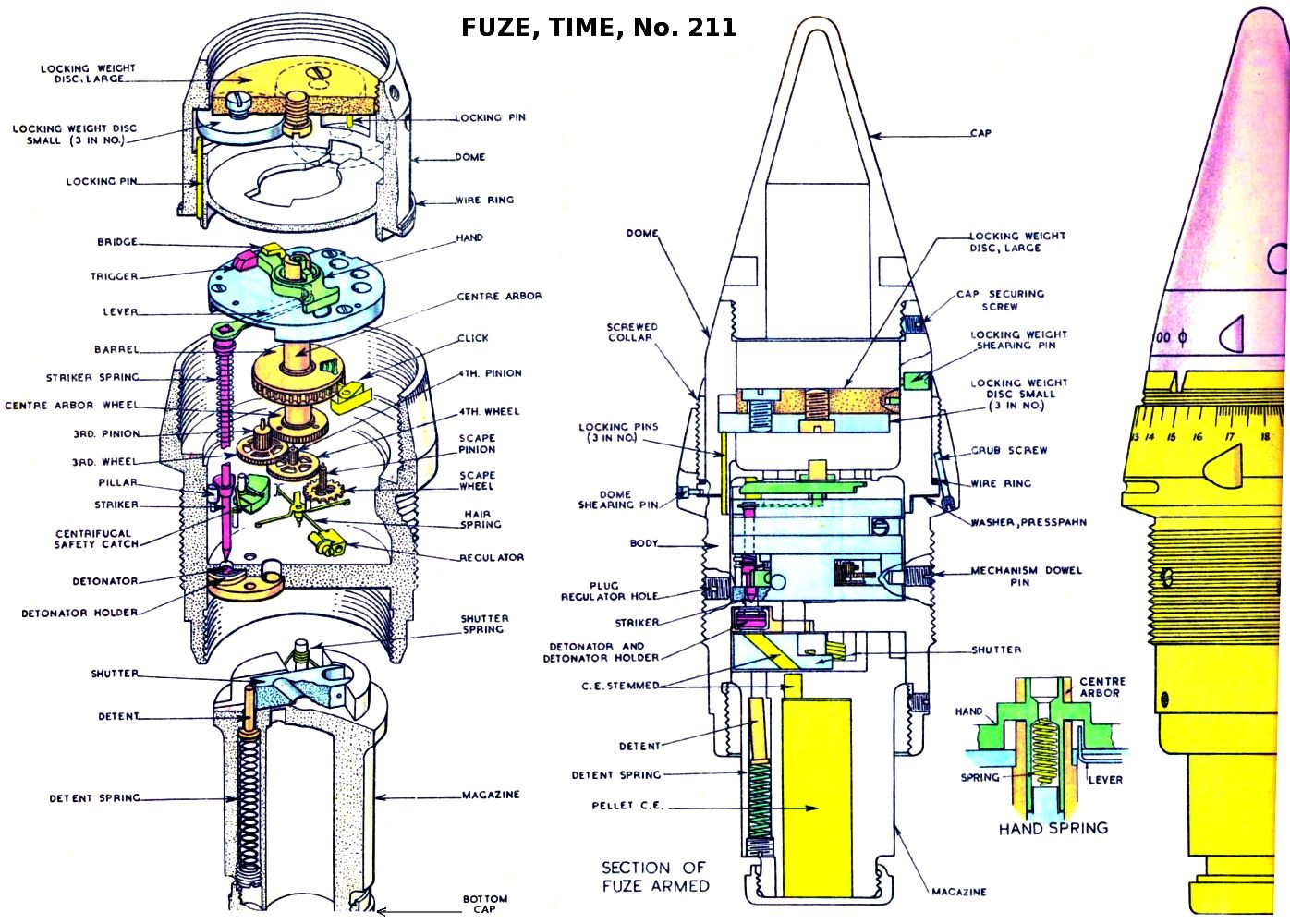
Дистанційний підривач артилерійського снаряда, 1936

Дистанційні підривачі спрацьовують через заданий наперед час у визначеній точці траєкторії. Зазвичай час підриву встановлюється перед пострілом спеціальним ключем, а відлік розпочинається після виходу снаряда зі ствола гармати. Основними типами дистанційних пристроїв є механічні та піротехнічні. Механічні дистанційні пристрої (наприклад, у підривачах В-90 та ДТМ-90) відраховують час за допомогою годинникового механізму. Піротехнічні дистанційні пристрої (наприклад, на Д-ІУ, Т-1, Т-7) відраховують час за допомогою речовини, що повільно згоряє. Типово ця речовина розміщена між капсулем-підпалювачем і капсулем-детонатором.

### Дистанційно-контактні
Дистанційно-контактні підривачі можуть поєднувати дистанційну та контактну дію, як-от підривач Т-7.

### Неконтактні
- Автоматичні, поділяють за типом впливу:
  - магнітний,
  - оптичний,
  - радіопідривач та ін.

- Дистанційно керовані.

Підривачі індукційного типу мають індукційний датчик (вихровий генератор), що забезпечує підрив БЧ при проходженні ракети/снаряда поблизу металевої обшивки цілі. При прямому влученні підрив БЧ здійснюється дублюючим контактним підривачем.
Радіопідривачі спрацьовують автоматично при наближенні снаряда до цілі на визначену відстань. Такі пристрої містять передавач і приймач радіохвиль і за допомогою ефекту Доплера вимірюють відстань до поверхні. Зазвичай такі підривачі також містять ударний пристрій для вибуху в разі неспрацювання радіопідривача.